# Trittico del roveto ardente
Il Trittico del roveto ardente è un dipinto di Nicolas Froment realizzato circa nel 1475-1476 e conservato nella cattedrale di Aix di Aix-en-Provence in Francia. 

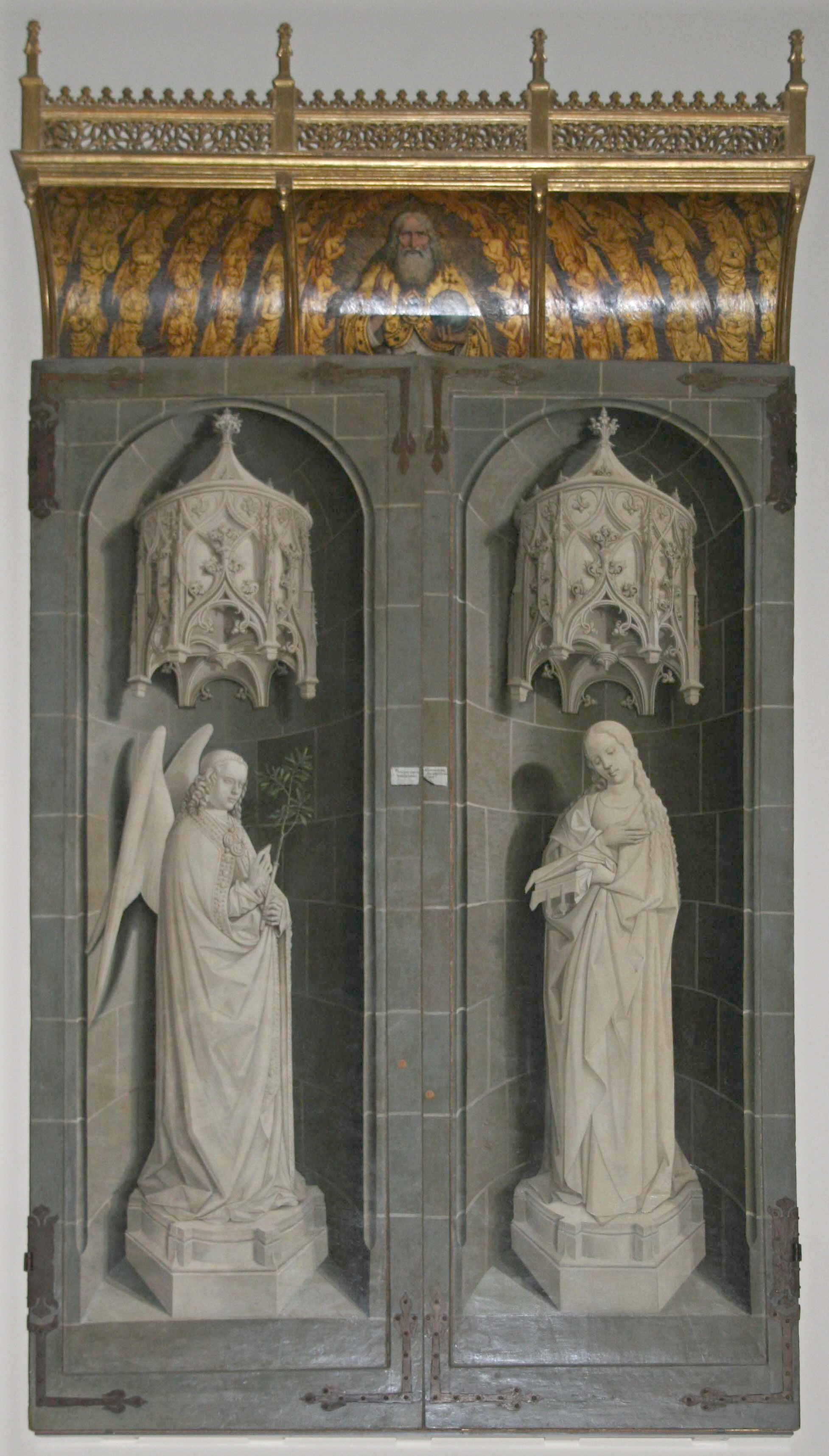
Il trittico chiuso

## Storia
Il trittico fu commissionato nel 1476 dal Re Renato d'Angiò per la tomba progettata per le su spoglie. Originariamente si trovava come pala d'altare del convento del Carmelo di Place Maubert, distrutto nel 1792 durante la Rivoluzione francese, quando fu trasferito nella cattedrale di Aix nel 1808. Dopo un restauro fu reinstallato nella cappella Saint-Lazare della cattedrale alla fine di gennaio 2011.

## Descrizione

### Pannelli laterali
Un trompe-l'œil grisaille sui suoi pannelli esterni mostra l'Annunciazione, con le parole di Gabriele e Maria iscritte su rotoli al centro. Gabriele tiene un ramoscello d'ulivo con dodici olive, simbolo di pace. Aperto, il pannello di sinistra mostra Re che indossa i suoi stemmi (Ungheria, Sicilia, Angiò e Aragona), inginocchiato e indossa l'abito dei canonici dell'Abbazia di San Vittore a Marsiglia. Intorno a lui sono i suoi santi patroni Maria Maddalena, Antonio abate, Maurizio che portano lo stendardo dall' Ordine della Luna Crescente fondato dal Re. Di fronte a lui sul pannello di destra c'è sua moglie Jeanne de Laval inginocchiata davanti al suo libro di preghiere e sostenuta da Giovanni Evangelista, Caterina d'Alessandria e Nicola di Myra.

### Pannello centrale
Presenta la Madonna col Bambino sul roveto ardente dal Libro dell'Esodo con Mosè in primo piano a destra che guarda la visione. La città sullo sfondo a destra evoca Avignone, mentre il castello sulla sinistra può essere il castello di Saumur. La scena è ricca di simboli, tra cui le pecore, la vegetazione, i gesti, lo specchio, i vestiti, il sol levante, il fiume, le bestie e i colori, insieme alla roccia (immagine biblica di Dio) da cui i dodici rami di fico del cespuglio crescere. Il medaglione sul petto dell'angelo mostra Adamo ed Eva, il cui peccato originale fu redento grazie al portatore di Cristo da parte di Maria. 
Una cornice dipinta intorno al pannello centrale mostra i Regni di Giuda, con un'iscrizione sulla base della cornice che si traduce come "Nel roveto che Mosè vide ardere senza consumarsi, abbiamo riconosciuto, Santa Madre di Dio, la tua verginità meravigliosamente conservata ". Alla sua sommità c'è un'altra iscrizione che si traduce come "Chi trova me troverà la vita e trarrà salvezza dal seno di Dio", una traduzione libera di Proverbi 8: 35, alludendo ai credenti salvati dalla loro fede.